# Różaniec z granatów
Różaniec z granatów – polski film wojenny z 1970 roku na podstawie opowiadania Ksawerego Pruszyńskiego. Historia polskiego emigranta walczącego o wolność od 1936 roku w Hiszpanii do wyzwolenia Francji w 1944 roku. Zdjęcia kręcono w Łodzi.

## Obsada
- Stanisław Jasiukiewicz – porucznik leżący w szpitalu z Józefem
- Daniel Olbrychski – kapral Józef Łaptak
- Krystyna Krupska – pielęgniarka
- Barbara Marszałek – pielęgniarka
- Ryszard Dembiński – zakonnik
- Teodor Gendera – żołnierz hiszpański przeszukujący Józefa
- Stanisław Kwaśniak – Irlandczyk w Hiszpanii
- Leon Niemczyk – oficer hiszpański
- Jack Recknitz – oficer angielski w szpitalu
- Andrzej Szalawski – polski major
- Janusz Zakrzeński – oficer angielski w szpitalu